# Peyton Manning
Peyton Williams Manning (rođen 24. ožujka 1976.) je bivši igrač američkog nogometa koji je igrao 18 sezona u NFL ligi na poziciji quarterbacka. Često ga se smatra jednim od najboljih quarterbackova svih vremena, a uz dva osvojena Super Bowla ima i pet osvojenih nagrada za najkorisnijeg igrača sezone (MVP). 

## Karijera
Nakon završene srednje škole koju je pohađao u New Orleansu, Manning se pridružio nogometnoj momčadi Sveučilišta u Tennesseeju u kojoj je član početne postave postao već u prvoj godini. U četiri odigrane sezone Manning je oborio mnoge rekorde sveučilišta, kao što su najviše jardi dodavanja i postignutih touchdowna dodavanjem, a svoju momčad je predvodio do 39 pobjeda u 45 utakmica, što je bio rekord sveučilišne SEC konferencije kojoj pripada Sveučilište u Tennesseeju.
Rezultati koje je Manning postigao u svojoj sveučilišnoj karijeri doprinijeli su tome da na draftu za sezonu 1998. postane prvi izbor, a odabrala ga je momčad Indianapolis Coltsa. U prvoj sezoni, unatoč tome što je bio izabran u momčad novajlija (rookie) sezone i postavljanju nekoliko rookie rekorda, Coltsi sezonu završavaju samo s 3 pobjede i čak 13 poraza. Već sljedeće sezone Coltsi predvođeni Manningom i running backom Edgerrinom Jamesom (kasnijim osvajačem nagrade za novajliju sezone) osvajaju diviziju s 13 pobjeda i dolaze do divizijske runde doigravanja, a Manning je po prvi put izabran u Pro Bowl i drugu All-Pro momčad. Isto mu polazi za rukom i sezone 2000. kada su Coltsi također zaustavljeni u divizijskoj rundi, a Manning je uz to predvodio ligu po broju jardi dodavanja i postignutih touchdowna.
Svoju prvu nagradu za MVP-a sezone Manning osvaja 2003. kada Coltsi dolaze na korak do Super Bowla kada ih u konferencijskom finalu pobjeđuju New England Patriotsi predvođeni Tomom Bradyjem. Manning po drugi put postaje najkorisniji igrač sezone 2004. u jednoj od najboljih sezona jednog quarterbacka u povijesti, te predvodi ligu s tada rekordnih 49 touchdownova, uz samo 10 izgubljenih lopti. Međutim, ni to nije bilo dovoljno za osvajanje naslova - Coltsi ponovno gube u divizijskoj rundi od Patriotsa. Sezone 2005. Coltsi dolaze do 14 pobjeda u sezoni i treći put zaredom osvajaju diviziju, a Manning je po treći put zaredom izabran u prvu All-Pro momčad, ali s Coltsima ponovno ispada u doigravanju, ovaj put od Pittsburgh Steelersa.
Prvi naslov prvaka Manning slavi 2006. Sezonu otvara protiv Giantsa koje predvodi njegov brat Eli Manning koje Coltsi pobjeđuju, te ostaju zadnja neporažena momčad s prvim porazom tek u 10. kolu protiv Dallas Cowboysa. Sezonu završavaju s 12 pobjeda, a Manning u doigravanju vodi momčad do pobjeda protiv Kansas City Chiefsa, Baltimore Ravensa i starih rivala Patriotsa. U Super Bowlu XLI ih na stadionu Miami Dolphinsa dočekuju Chicago Bearsi. Coltsi pobjeđuju rezultatom 29:17 i osvajaju Super Bowl, a Manning biva proglašen MVP-jem Super Bowla.
2007. Coltsi osvajaju diviziju po peti put zaredom, ali ih, kao i sezonu kasnije, tamo zaustavljaju San Diego Chargersi predvođeni Philipom Riversom. 2008. Manning također osvaja svoju treću nagradu za MVP-a sezone, a četvrta, uz ponovni plasman na Super Bowl, dolazi 2009. Coltsi tu sezonu završavaju s 14 pobjeda (najviše u ligi), ali ih u Super Bowlu XLIV New Orleans Saintsi pobjeđuju rezultatom 31:17.
Sezonu 2011. Manning propušta zbog ozljede, a Coltsi bez njega uspijevaju pobijediti samo u dvije utakmice, što je najgori omjer u ligi, koji im donosi prvi izbor (pick) na draftu 2012. Njime Coltsi biraju quarterbacka Andrew Lucka, smatranog jednim od najvećih talenata na toj poziciji. Manninga otpuštaju iz momčadi, a on bira Denver Broncose za nastavak karijere. Već prvu sezonu za Broncose Manning igra na visokoj razini i osvaja nagradu za povratnika godine, uz izbor u Pro Bowl i prvu momčad All-Pro. Broncosi pobjeđuju u 13 utakmica i dolaze do divizijske runde doigravanja. Sezone 2013. Manning osvaja nagradu za MVP-a sezone po (rekordni) peti put, uz još nekoliko oborenih rekorda. Među njima su 55 touchdowna i 5477 jardi dodavanja, a Broncosi postižu rekordnih 606 poena u regularnom dijelu sezone, zbog čega se njihov napad te sezone smatra jednim od najboljih u povijesti. Manning i Broncosi tada dolaze do Super Bowla XLVIII gdje ih čeka momčad s najboljom obranom te sezone, Seattle Seahawksi. Seahawksi glatko pobjeđuju razočaravajuće Broncose rezultatom 43:8, uz jedan Manningov touchdown i dvije izgubljene lopte. 
Manning dobiva još jednu priliku za osvajanje naslova 2015. Unatoč problemima s ozljedama zbog kojih propušta nekoliko utakmica, i njegovoj statistički najlošijoj sezoni (samo 9 touchdowna i čak 17 izgubljenih lopti), Broncosi osvajaju diviziju po četvrti put zaredom. U doigravanju pobjeđuju Steelerse i Patriotse, te se u Super Bowlu 50 susreću s Carolina Panthersima koji su dotad izgubili samo jednu utakmicu u sezoni. Broncosi odličnom obranom uspijevaju pobijediti Pantherse rezultatom 24:10 i Manning postaje najstariji quarterback koji je osvojio Super Bowl, također i jedini koji ga je osvojio igrajući za dvije momčadi.
Nekoliko tjedana nakon osvojenog naslova, Manning objavljuje da nakon 18 sezona prestaje s igranjem i odlazi u mirovinu.

## Statistika

### Regularni dio sezone
| 1998.  | Colts   | 16                       | 3739                     | 26                       | 28                       |                          |                          |                          |                          |                          |                          |                          |                          |                          |                          |                          |
| 1999.  | Colts   | 16                       | 4135                     | 26                       | 15                       |                          |                          |                          |                          |                          |                          |                          |                          |                          |                          |                          |
| 2000.  | Colts   | 16                       | 4413                     | 33                       | 15                       |                          |                          |                          |                          |                          |                          |                          |                          |                          |                          |                          |
| 2001.  | Colts   | 16                       | 4131                     | 26                       | 23                       |                          |                          |                          |                          |                          |                          |                          |                          |                          |                          |                          |
| 2002.  | Colts   | 16                       | 4200                     | 27                       | 19                       |                          |                          |                          |                          |                          |                          |                          |                          |                          |                          |                          |
| 2003.  | Colts   | 16                       | 4267                     | 29                       | 10                       |                          |                          |                          |                          |                          |                          |                          |                          |                          |                          |                          |
| 2004.  | Colts   | 16                       | 4557                     | 49                       | 10                       |                          |                          |                          |                          |                          |                          |                          |                          |                          |                          |                          |
| 2005.  | Colts   | 16                       | 3747                     | 28                       | 10                       |                          |                          |                          |                          |                          |                          |                          |                          |                          |                          |                          |
| 2006.  | Colts   | 16                       | 4397                     | 31                       | 9                        |                          |                          |                          |                          |                          |                          |                          |                          |                          |                          |                          |
| 2007.  | Colts   | 16                       | 4040                     | 31                       | 14                       |                          |                          |                          |                          |                          |                          |                          |                          |                          |                          |                          |
| 2008.  | Colts   | 16                       | 4002                     | 27                       | 12                       |                          |                          |                          |                          |                          |                          |                          |                          |                          |                          |                          |
| 2009.  | Colts   | 16                       | 4500                     | 33                       | 16                       |                          |                          |                          |                          |                          |                          |                          |                          |                          |                          |                          |
| 2010.  | Colts   | 16                       | 4700                     | 33                       | 17                       |                          |                          |                          |                          |                          |                          |                          |                          |                          |                          |                          |
| 2011.  | Colts   | Nije igrao zbog ozlijede | Nije igrao zbog ozlijede | Nije igrao zbog ozlijede | Nije igrao zbog ozlijede | Nije igrao zbog ozlijede | Nije igrao zbog ozlijede | Nije igrao zbog ozlijede | Nije igrao zbog ozlijede | Nije igrao zbog ozlijede | Nije igrao zbog ozlijede | Nije igrao zbog ozlijede | Nije igrao zbog ozlijede | Nije igrao zbog ozlijede | Nije igrao zbog ozlijede | Nije igrao zbog ozlijede |
| 2012.  | Broncos | 16                       | 4659                     | 37                       | 11                       |                          |                          |                          |                          |                          |                          |                          |                          |                          |                          |                          |
| 2013.  | Broncos | 16                       | 5477                     | 55                       | 10                       |                          |                          |                          |                          |                          |                          |                          |                          |                          |                          |                          |
| 2014.  | Broncos | 16                       | 4727                     | 39                       | 15                       |                          |                          |                          |                          |                          |                          |                          |                          |                          |                          |                          |
| 2015.  | Broncos | 10                       | 2249                     | 9                        | 17                       |                          |                          |                          |                          |                          |                          |                          |                          |                          |                          |                          |
| Ukupno | Ukupno  | 266                      | 71940                    | 539                      | 251                      |                          |                          |                          |                          |                          |                          |                          |                          |                          |                          |                          |

Napomena: Ut. - odigranih utakmica, Yds - jardi dodavanja, TD - postignutih touchdowna, Int - izgubljenih lopti